# Eramet
Eramet jest spółką działającą w branży górniczej i metalurgicznej, która:
- wydobywa i przetwarza rudy niklu na terytoriach Nowej Kaledonii, Indonezji i Francji;
- pozyskuje rudy manganu z kopalni w Gabonie i  przetwarza je w hutach w Norwegii, Francji, USA i Chinach
- produkuje stopy metali wysokiej jakości, przede wszystkim na potrzeby branży lotniczej, w zakładach we Francji i Szwecji

## Główni konkurenci
- w wydobyciu niklu: Norilsk Nikiel, Vale, BHP Billiton, Xstrata
- w wydobyciu manganu: BHP Billiton & Anglo American (joint venture), Companhia Vale do Rio Doce, Kolomoiskij, Ghana Manganese Co Ltd

## Historia przedsiębiorstwa
Początki przedsiębiorstwa związane są z odkryciem  i początkiem eksploatacji złóż niklu w Nowej Kaledonii w latach 80. XIX w., spółka poprzedniczka Erametu nazywała się „Le Nickel”, podczas gdy dział produkcji stopów metali wywodzi się ze spółki Aubert & Duval założonej w 1907.
Początki wydobycia przez spółkę manganu w Gabonie miały miejsce w 1962.

## Dane o spółce
Eramet zajmuje czołowe miejsce na świecie w każdym ze swoich 
działów produkcji: Eramet Nickel, Eramet Manganese i Eramet Alliages (stopy metali).
Eramet jest spółką akcyjną publiczną, której akcje są notowane na giełdzie Euronext w Paryżu, spółka figuruje w indeksie CAC Mid 100.
Akcjonariat: Rodzina Duval 37, 07%, Areva 26%, miliarder Romain Zaleski 13% i reszta.